# ناتاشا أوكلي
ناتاشا «تاش» أوكلي (ولدت في 14 يوليو 1990) هي عارضة أزياء أسترالية على الإنستغرام. اشتهرت في الأصل بمدونة A Bikini A Day التي أسستها مع صديقها المقرب وشريكها التجاري ديفين بروجمان، واصلت ناتاشا إطلاق علامة MONDAY Swimwear للبيع بالتجزئة في عام 2014.

## نشأتها
ولدت ناتاشا ونشأت في برونتي، نيو ساوث ويلز، أستراليا. عاشت في ميامي لمدة ثلاث سنوات من سن العاشرة وأمضت عامين في ماوي، حيث التقت بشريكها التجاري ديفين في عام 2009، قبل الانتقال إلى لوس أنجلوس لإطلاق شركة الإنتاج الخاصة بها داتريتس للإنتاج.

## حياتها الشخصية
حصلت والدة أوكلي لينيت على لقب ملكة جمال أستراليا عام 1980، وفازت بملكة جمال الكون فوتوجينيك. والدها جاي بطلًا لركوب الأمواج الأسترالي. تقول أوكلي أن كلا والديها من رواد الأعمال. لديها أخت أكبر منها تدعى سامانثا وأخت صغيرة غير شقيقة ، صوفيا ، من خلال والدتها. في يوليو 2022 أصبحت مخطوبة لثيو تشامبرز.